# Connectivite
Ne doit pas être confondu avec Connectivité.
 Mise en garde médicale
Les connectivites ou collagénoses (CTD, pour l'anglais connective tissue disease) sont un groupe de maladies internes qui ont en commun une atteinte diffuse, inflammatoire et chronique, du tissu conjonctif.

## Autres terminologies plus ou moins obsolètes ou ambiguës
- Affection disséminée du tissu conjonctif
- Collagénoses
- Maladies de système
- Maladies auto-immunes (notion qui ne recoupe pas parfaitement la même nosologie)

## ClassificationCIM-10
- Périartérite noueuse et affections apparentées
  - Périartérite noueuse M30.0
  - Syndrome de Churg-Strauss M30.1
  - Maladie de Kawasaki M 30.3
- Autres vasculopathies nécrosantes
  - Syndrome de Goodpasture M31.0
  - Microangiopathie thrombotique (Purpura thrombopénique thrombotique) M31.1
  - Granulomatose de Wegener. M31.3
  - Artérite de Takayasu (Syndrome de la crosse aortique) M31.4
  - Maladie de Horton Artérite à cellules géantes M31.5
- Lupus érythémateux disséminé M32.....
- Dermatopolymyosite M33.....
- Sclérodermie systémique M34....
- Syndrome de Goujerot-Sjögren M35.0
- Maladie de Behçet M35 2
- Pseudo polyarthrite rhizomélique   M35.3
- Syndrome de Shulman M35.6

## Autres connectivites classées ailleurs
D'autres affections, non classées par la CIM-10 dans le groupe des Affections disséminées du tissu conjonctif sont considérées tout de même comme des connectivites ou maladies apparentées.
- Syndrome de Raynaud  I73.0
- Syndrome des antiphospholipides D89.8
- Syndrome de Sharp M35.1
- Purpura rhumatoïde D69.0
- Cryoglobulinémies D89.1
- Polychondrite récidivante M94.1
- Syndrome de Cogan M30.8
- Polyarthrite rhumatoïde M05....
- Maladie de Still M08.2 ou M06.1
- Rhumatisme articulaire aigu I00
- Sarcoïdose D86....

## Connectivites, intestin et digestion
L'appareil intestinal est souvent atteint lors des connectivites et vascularites, notamment en cas de sclérodermie systémique (ScS) où le tableau de pseudo-obstruction intestinal, fréquent, peut être compliqué par une pullulation microbienne de l'intestin grêle et d'un syndrome de malabsorption pouvant conduire à une dénutrition sévère et une cachexie, avec parfois une ischémie, un infarctus et les perforations digestives. Des hémorragies (par ulcérations des muqueuses ou par ruptures d'anévrisme sont également possible. 
Souvent le tableau clinique est peu spécifique et les explorations digestives offrent peu d’éléments pronostiques. 
Le traitement est difficile, basé sur des immunosuppresseurs et nécessitant parfois une intervention chirurgicale.